# Енріко Масіас
Енріко Масіас (фр. Enrico Macias, [ɛn.ʁi.ko.majas], справжнє ім'я — Гастон Ґренассія, * 11 грудня 1938, Константіна, Алжир) — франкоалжирський співак, шансоньє, поет, композитор, актор.

## Життєпис
Гастон Ґренасія народився у сім'ї Сильвана та Сюзанни Зауш (Zaouch) в Алжирі у місті Константіна. Він визнавав себе як єврей «берберського походження». Його батько, Сильван Ґренасія (1914—2004), був скрипалем у оркестрі Шейка Реймонда Леріса, великого майстра арабо-андалузької музики — малуф.
Планувалося, що Гастон стане шкільним вчителем, однак уже з дитинства він любив музику. Грати на гітарі Гастон навчився у свого кузена, а також циганів, які називали його «маленький Енріко», його майбутнє ім'я у псевдоні́мі. В оркестрі Шейка Реймонда він почав грати у віці 15 років.
У червні 1961 року під час боротьби Алжиру за незалежність загинув Шейк Раймонд, тесть Гастона. А 29 червня 1961 року він з дружиною втікає до континентальної Франції. Саме в цей час він скомпонував на гітарі пісню «Я покинув свою країну» (J'ai quitté mon pays). Сім'я знайшла притулок у паризькому передмісті Аржантей. Сталої роботи не було і Гастон підробляв у кабаре, на телебаченні, де його пісня «Прощай, моя країно» (Adieu mon pays) стала символічною для франкоалжирців (Pieds-Noirs, чорноногих). У цей час народився його псевдонім Енріко Масіас. Коли він телефоном назвав прізвище для псевдоніму «Насія» (від Ґренасія), то секретарка недочула і записала як Масіас. Так утворився його псевдонім — Енріко Масіас.
У 1963 році, у той час як у Сен-Тропе танцювали летку-єнку, і лунав рок-йейе, Гастон Ґренасія став французьким співаком Енріко Масіасом. І дуже швидко французька молодь уже співала «Сонце, сонце моєї втраченої країни» (Soleil, soleil de mon pays perdu). Перший альбом Енріко Масіаса вийшов у 1963 році із заголовною піснею «Діти всіх країн» (Enfants de tous pays). На фірмі Пате Масіас записав ряд платівок на 45 обертів з піснями L'Oriental, «Дружина мого товариша» (La Femme de mon ami), «Прощай моя країно» (Adieu mon pays), «Діти всіх країн» (Enfants de tous pays), «Ти Париже» (Toi Paris), «Люди півночі» (Les Gens du Nord), «Ні, я не забув» (Non, je n'ai pas oublié) та іншими.

## Особисте життя
Енріко одружився з Сюзі Леріс, яка померла 23 грудня 2008 року. У 1993 році він присвятив їй альбом «Сюзі» (Suzy). Його син, Жан-Клод Ґренасія, є відомим музичним продюсером.

## Дискографія
Енріко Масіас написав більше ніж 800 пісень на різних мовах: французькій, арабській, італійській, іспанській, івриті та вірменській. Його кілька десятків альбомів розійшлися по всьому світу сумарним накладом понад 60 мільйонів.

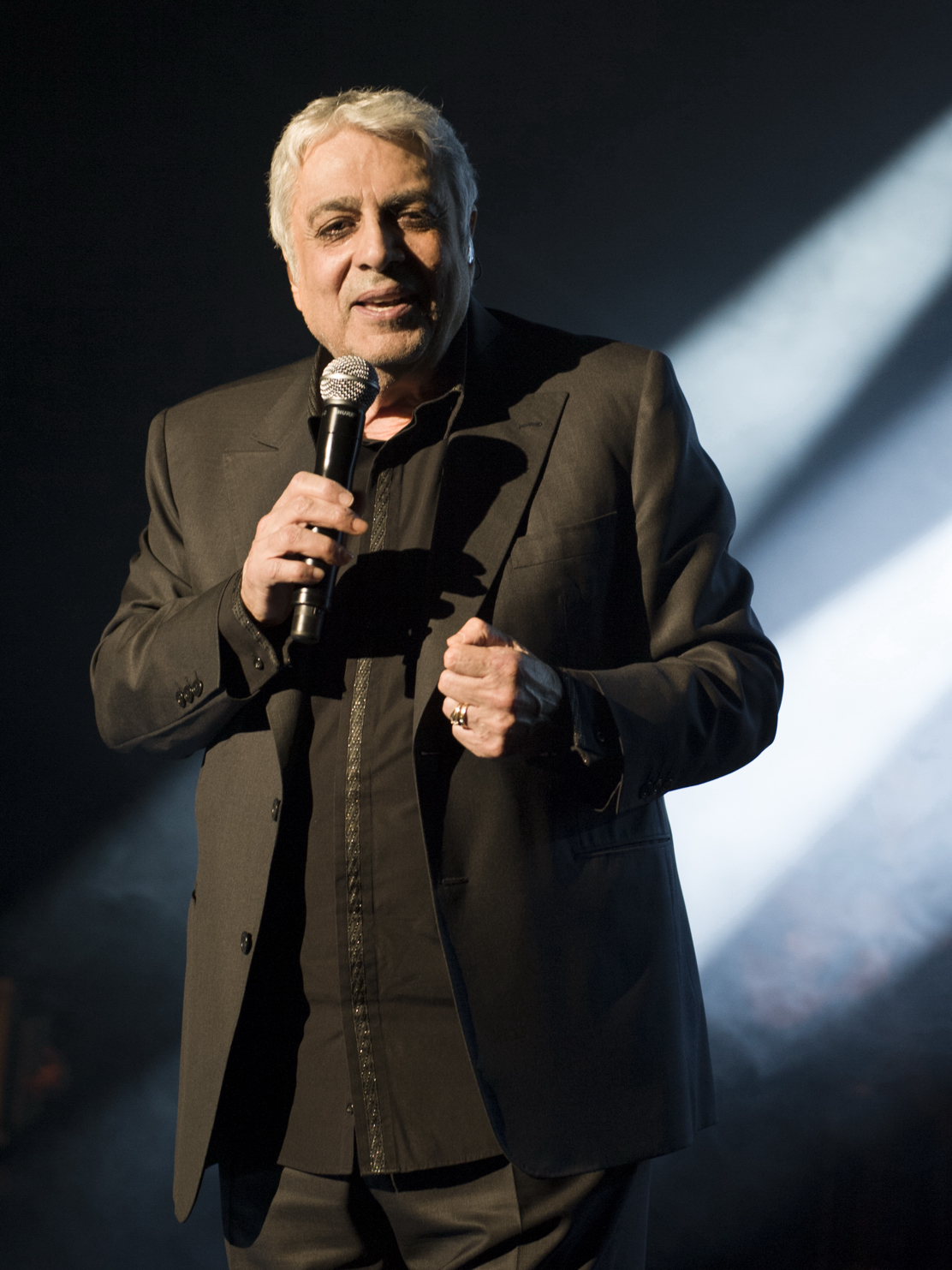
Енріко Масіас. 2016

### Студійні альбоми
- 1983: Deux ailes et trois plumes
- 1984: Générosité
- 1987: Enrico
- 1989: Le vent du sud
- 1991: Enrico
- 1992: Mon chanteur préferé
- 1993: Suzy
- 1994: La France de mon enfance
- 1995: Et Johnny Chante L'amour
- 1999: Aie Aie Aie Je T'Aime
- 1999: Hommage à Cheikh Raymond
- 2003: Oranges amères
- 2005: Chanter
- 2006: La Vie populaire
- 2011: Voyage d'une mélodie
- 2012: Venez tous mes amis!
- 2016: Les clefs
- 2019: Enrico Macias & Al orchestra